# 성화 (기독교)
성화(sanctification)란 기독교 신학에서 사용하는 신학적 용어인데, 성도가 일생을 살면서 그의 신앙적 삶이 거룩하게 되어가는 과정이나 행위를 말한다. 성화란 죄인을 죄의 부패에서 깨끗하게 하시며, 죄인의 전 본성을 하나님의 형상으로 새롭게 하시며, 죄인으로 하여금 선행을 행할 수 있도록 하시는 성령님의 계속적이고 은혜로우신 사역이라고 정의할 수 있다.
성화의 영단어 sanctification는 문자적으로 "특별한 용도나 목적을 위해 구별하다", 즉 거룩하거나 신성한 것으로 만드는 것을 의미한다(라틴어: sanctus와 비교). 그러므로 성화란 하나님의 성령으로 충만한 그릇으로서 구별되는 상태, 즉 “거룩하게 된” 상태 또는 과정을 의미한다. 성화의 개념은 유대교, 특히 기독교를 비롯한 여러 종교에 널리 퍼져 있다. 이 용어는 특별한 목적을 위해 구별된 대상을 가리키는 데 사용될 수 있지만, 기독교 신학 내에서 가장 일반적으로 사용되는 것은 구원의 시점에서 시작되어 전 생애에 걸쳐 지속되는 신자 안에 하나님이 가져오시는 변화와 관련이 있다. 많은 형태의 기독교에서는 이 과정이 천국에서만 완성될 것이라고 믿지만, 일부(특히 성결 운동을 포함한 감리교와 퀘이커 전통)는 이생에서 완전한 완전 성결이 가능하다고 믿는다.

## 기독교

### 칼빈주의
장 칼뱅은 그리스도인들이 성화되는 것은 하나님을 아는 지식에게 근거하여 하나님의 임재를 체험하거나 코람 데오의 삶을 살 때 이루어진다고 본다.
하나님은 그를 아는 것만으로 자랑을 삼으라고 우리에게 명했는데도(렘 9:24), 성자의 이름만이 유독 우리에게 알려진 것은 얼마나 신기하고 위대한 일인가? 그 이름을 아는 것이 우리의 유일한 자랑의 근거라면, 누가 감히 그분이 일개 피조물에 지나지 않는다고 주장할 수 있다는 말인가? 이뿐 아니라 바울 서신의 서두에 나오는 인사말에는 동일한 축복이 성부와 마찬가지로 성자로부터 오기를 기원하고 있다(롬 1:7; 고전 1:3; 고후 1:2; 갈 1:3 등). 여기에서 우리는 하늘에 계신 아버지가 베풀어 주시는 축복들이 성자의 중재를 통하여 우리에게 올 뿐만 아니라, 또한 성자 자신이 아버지와 공동으로 권능에 참여하심으로써 그 축복들의 원천이 되는 것을 배우게 된다. 이 실제적인 지식은 공허한 어떤 사변보다도 더 확실하고 견고한 것임은 분명하다.32 참으로 경건한 사람들은, 자신이 깨우침을 받고 조명을 받고 보호함과 의롭다 함을 받고 또 거룩하게 되는 것을 느끼게 될 때, 하나님의 임재을 인식하고 하나님을 교제하게 된다.— 장 칼뱅, 기독교강요 1:13:13

칼빈주의에서는 성화교리에 대하여 칭의교리의 다음에 나오는 이른바 구원의 순서를 중시하였다. 이 구원의 순서는 황금 사슬이라고 불리며, 그리스도와의 연합을 통하여 성도들이 어떻게 구원을 받는지에 대한 교리적인 질서를 갖게 되는 원칙으로, 교리적인 혼동을 막는 데 매우 중요한 역할을 하였다.  유효적 부르심, 중생, 회개, 칭의 ,성화, 영화는 로마서 8장 28-30에 나오는 것이 아닌, 로마서 전체의 주제이기도 하다. 이러한 기독교 교리 전체를 성령의 사역으로 보는 것으로 유효한 부르심으로부터 성화의 시작으로 보는 것이 그리스도와의 연합을 통하여 이루어지는 유기적인 구원의 순서인 것이다.  개혁주의자들은  니코마코스 윤리학에 나오는 습관이라는 말을 로마 가톨릭의 주입된 은혜와 같이 사용하였으나 그것은 칭의와의 구별을 설명하기 위한 것이다.

### 동방 정교회
동방교회는 서방교회와 신학용어의 차이를 보이는데, 그 중 하나가 이 "성화" 용어이다. 동방에서는 성육신이 "하나님이 인간이 되신 과정"이며, '구원'은 그 반대인 "인간이 하나님이 되어가는(타락 전의 모습을 회복하는) 과정"이라고 표현하며, 그 궁극적 목표가 "신화(神化)"에 있다고 한다. 이 용어는 서방교회의 성화와 영화가 혼합된 개념이다.

### 루터란
성령 하나님의 사역으로 성화가 이루어지지만, 이 생애에서는 완전한 성화는 이룰수 없다고 본다.

### 감리교
존 웨슬리는 동방교회 교부의 영향을 받아 "믿음으로 말미암은 그리스도인의 완전"이란 말로 인간의 완전성화 가능성을 주장하였다. 이 성화론은 후에 웨슬리 신학의 영향을 강하게 받은 성결교회, 재림교회, 오순절교회 등에도 받아들여지게 된다.

### 로마 가톨릭교회
로마 가톨릭교회의 성화 교리는 다음과 같다.
성화 은총(sanctify grace)은 우리의 영혼에 새로운 생명을 부여하는 은총으로, 이는 신의 생명에 참여하는 것을 의미한다. 그리스도의 구속을 통해 우리가 얻게 된 신과의 화해는 성화 은총에서 완성된다. 이 소중한 선물을 통해 우리는 신적인 생명(divine life)에 참여하게 되며, 신의 자녀라 불릴 권리를 갖게 된다. 이 은총은 우리가 얻게 되는 모든 초자연적 공로의 원천이며, 영원한 영광을 누릴 권리를 부여한다.

십자가의 성 바오로는 "기도, 선한 독서, 올바른 마음가짐으로 자주 성사를 받는 것, 그리고 특히 게으름을 피하는 것"이 성화에 이르는 수단이라고 믿었다.
가톨릭 백과사전에 따르면 성화의 결과인 "성스러움"(sanctity)은 신, 개인, 공동체에 따라 다르게 나타난다. 이에 따르면 신에게 성스러움은 독특한 절대적 도덕적 완전함을 의미하며, 개인에게는 신과의 밀접한 연합과 그로 인한 도덕적 완전함을 뜻한다. 이는 본질적으로 신의 것이며, 신성한 선물에 의한 것이다. 사회에 있어서는 그 구성원들이 진정한 성스러움을 성취하고 유지할 수 있는 능력을 의미하며, 교회의 성스러움은 인간의 힘을 초월한, 자연적 능력을 넘어선 것이다.

## 같이 보기
- 성도의 견인
- 중생
- 하나님의 임재
- 코람 데오